# Liste der Athleten mit olympischen Medaillen in Sommer- und Winterspielen
Die Liste der Athleten mit olympischen Medaillen in Sommer- und Winterspielen listet alle Olympiateilnehmer auf, die sowohl bei Sommerspielen, als auch bei Winterspielen eine Medaille gewinnen konnten.
Edward Eagan und Gillis Grafström sind die einzigen Sportler, die in Sommer- und Winterspielen eine Goldmedaille erringen konnten, wobei es in Grafströms Fall nur der Tatsache geschuldet ist, dass Eiskunstlauf bis 1920 Bestandteil der Olympischen Sommerspiele war. Eagan hingegen ist der einzige Sportler, der eine Goldmedaille sowohl in Sommer- als auch in Winterspielen und zudem in verschiedenen Sportarten gewinnen konnte.

## Liste
| Athlet                        | Olympische Sommerspiele      | Olympische Sommerspiele | Olympische Sommerspiele | Olympische Winterspiele      | Olympische Winterspiele | Olympische Winterspiele       |
| Athlet                        | Olympische Spiele            | Medaille                | Disziplin               | Olympische Spiele            | Medaille                | Disziplin                     |
| ----------------------------- | ---------------------------- | ----------------------- | ----------------------- | ---------------------------- | ----------------------- | ----------------------------- |
| Gillis Grafström a            | Olympische Sommerspiele 1920 | Gold                    | Eiskunstlauf a          | Olympische Winterspiele 1924 | Gold                    | Eiskunstlauf                  |
| Gillis Grafström a            | Olympische Sommerspiele 1920 | Gold                    | Eiskunstlauf a          | Olympische Winterspiele 1928 | Gold                    | Eiskunstlauf                  |
| Gillis Grafström a            | Olympische Sommerspiele 1920 | Gold                    | Eiskunstlauf a          | Olympische Winterspiele 1932 | Silber                  | Eiskunstlauf                  |
| Edward Eagan                  | Olympische Sommerspiele 1920 | Gold                    | Boxen                   | Olympische Winterspiele 1932 | Gold                    | Viererbob                     |
| Jacob Tullin Thams            | Olympische Sommerspiele 1936 | Silber                  | Segeln 8-m-Klasse       | Olympische Winterspiele 1924 | Gold                    | Skispringen                   |
| / Christa Luding-Rothenburger | Olympische Sommerspiele 1988 | Silber                  | Sprint Bahnrad          | Olympische Winterspiele 1984 | Gold                    | Eisschnelllauf 500 m          |
| / Christa Luding-Rothenburger | Olympische Sommerspiele 1988 | Silber                  | Sprint Bahnrad          | Olympische Winterspiele 1988 | Gold                    | Eisschnelllauf 1000 m         |
| / Christa Luding-Rothenburger | Olympische Sommerspiele 1988 | Silber                  | Sprint Bahnrad          | Olympische Winterspiele 1988 | Silber                  | Eisschnelllauf 500 m          |
| / Christa Luding-Rothenburger | Olympische Sommerspiele 1988 | Silber                  | Sprint Bahnrad          | Olympische Winterspiele 1992 | Bronze                  | Eisschnelllauf 500 m          |
| Clara Hughes                  | Olympische Sommerspiele 1996 | Bronze                  | Straßenrennen           | Olympische Winterspiele 2002 | Bronze                  | Eisschnelllauf 5000 m         |
| Clara Hughes                  | Olympische Sommerspiele 1996 | Bronze                  | Straßenrennen           | Olympische Winterspiele 2006 | Gold                    | Eisschnelllauf 5000 m         |
| Clara Hughes                  | Olympische Sommerspiele 1996 | Bronze                  | Einzelzeitfahren        | Olympische Winterspiele 2006 | Silber                  | Eisschnelllauf Teamverfolgung |
| Clara Hughes                  | Olympische Sommerspiele 1996 | Bronze                  | Einzelzeitfahren        | Olympische Winterspiele 2010 | Bronze                  | Eisschnelllauf 5000 m         |
| Lauryn Williams               | Olympische Sommerspiele 2004 | Silber                  | 100 m                   | Olympische Winterspiele 2014 | Silber                  | Zweierbob                     |
| Lauryn Williams               | Olympische Sommerspiele 2012 | Gold                    | 4 × 100 m Staffel b     | Olympische Winterspiele 2014 | Silber                  | Zweierbob                     |
| Eduardo Alvarez               | Olympische Sommerspiele 2020 | Silber                  | Baseball                | Olympische Winterspiele 2014 | Silber                  | Shorttrack 5000 m Staffel     |
| Alexandra Burghardt           | Olympische Sommerspiele 2024 | Bronze                  | 4 × 100 m Staffel       | Olympische Winterspiele 2022 | Silber                  | Zweierbob                     |